# 尼歐拉 (愛荷華州)
尼歐拉（英語：Neola）是一個位於美國愛荷華州波特瓦特米縣的城市。

## 地理
尼歐拉的座標為41°27′03″N 95°37′03″W / 41.45083°N 95.61750°W，而該地的平均海拔高度為335米（即1099英尺）。

## 人口
根據2010年美國人口普查的數據，尼歐拉的面積為1.19平方千米，當中陸地面積為1.19平方千米，而水域面積為0.00平方千米。當地共有人口842人，而人口密度為每平方千米707人。